# Qingyun Shuiku
Qingyun Shuiku (kinesiska: 青云水库) är en reservoar i Kina. Den ligger i storstadsområdet Chongqing, i den sydvästra delen av landet, omkring 72 kilometer nordväst om det centrala stadsdistriktet Yuzhong. Trakten runt Qingyun Shuiku består till största delen av jordbruksmark.
Genomsnittlig årsnederbörd är 1 479 millimeter. Den regnigaste månaden är september, med i genomsnitt 284 mm nederbörd, och den torraste är december, med 17 mm nederbörd.